# 蕭得裏特
蕭得里特（しょう とくりとく、生没年不詳）は、遼（契丹）の軍人。遙輦洼可汗宮の出身。

## 経歴
清寧末年、耶律乙辛に仕え、取り立てられて北面林牙・同知北院宣徽使事に累進した。太康3年（1077年）、皇太子耶律濬が廃位されると、得里特が上京臨潢府に護送した。得里特は太子を急き立て、下車を許さず、起居飲食のたびに侮辱を加え、到着すると円塀を築いて幽閉した。西南路招討使に転じ、順義軍節度使を経て、国舅詳穏となった。
寿昌5年（1099年）、不穏な恨みを抱いたことが罪に問われたが、老年のため死罪を許され、一族ともに興聖宮に配属された。西北統軍司に左遷されて、後に死去した。

## 子
- 蕭得末（乾統年間に処刑された）
- 蕭訛里（乾統年間に処刑された）

## 伝記資料
- 『遼史』巻111 列伝第41 姦臣下